# Повернення блудного папуги (мультфільм)
«Повернення блудного папуги» (рос. «Возвращение блудного попугая») — радянський і російський мультиплікаційний серіал. Мультсеріал створений студією «Союзмультфільм» у 1984—2006 роках.

## Сюжет
Головний герой — папуга Кеша. Він живе в квартирі школяра Вовки. Однак через свій запальний характер Кеша періодично тікає з дому і потрапляє в неприємності. Але в підсумку кожен раз він повертається до Вовки. Гумор серіалу заснований на ексцентричній поведінці кеші, а також на безлічі цитат, що вживаються папугою.

## Серії
- Повернення блудного папуги (випуск 1) – 1984
- Повернення блудного папуги (випуск 2) – 1987
- Повернення блудного папуги (випуск 3) – 1988
- Ранок папуги Кеші – 2002
- Нові пригоди папуги Кеші – 2005
- Папуга Кеша і чудовисько – 2006

Випуски 1-3 виходили в 1984-1988 роках. Економічна криза 1990-х років в Росії надовго затримав вихід четвертого епізоду, хоча сценарій був написаний. Мультсеріал вдалося продовжити тільки на початку 2000-х років.

## Ролі озвучували
| Актор                    | Роль                                            |
| ------------------------ | ----------------------------------------------- |
| Геннадій Хазанов         | Кеша (випуски 1-3)                              |
| Ігор Христенко           | Кеша (випуски 4-6)                              |
| Маргарита Корабельникова | Вовка (випуски 1, 3) / ворона Клара (випуск 3)  |
| Наталія Ченчик           | Вовка / ворона Клара (випуск 2)                 |
| Ольга Шорохова           | Вовка (випуски 4-6)                             |
| Зінаїда Наришкіна        | ворона Клара (випуск 1)                         |
| Клара Рум'янова          | ворона Клара (випуск 4)                         |
| Едуард Назаров           | кіт Василь (випуск 1)                           |
| В'ячеслав Невинний       | кіт Василь / новий господар-підліток (випуск 2) |
| Валентин Караваєв        | кіт Василь (випуск 3)                           |
| Анатолій Вологдін        | кіт Василь (випуск 5)                           |
| Дмитро Новіков           | кіт Василь (випуск 6)                           |

## Українське багатоголосе закадрове озвучення
Українською мовою озвучено телекомпанією «Інтер» у 2021 році. Ролі озвучували: Андрій Альохін, Дмитро Нежельський, Дмитро Рассказов-Тварковський і Юлія Малахова.

## Факти
- Сюжет мультфільму дитячі психологи використовують для вирішення конфліктних ситуацій з підлітками[2].
- У 2017 році «Союзмультфільм» озвучив плани по створенню повнометражного мультфільму «Кеша на Таїті»[3]. Однак у березні 2020 року стало відомо, що студія «Союзмультфільм» відмовилася працювати над мультфільмом через розбіжності з автором Олександром Курляндським[4].

## Нагорода
- Премія Ніка — за найкращий анімаційний фільм 1987 року[5]